# Olimpia Elbląg
Olimpia Elbląg (offiziell Związkowy Klub Sportowy Olimpia Elbląg) ist ein Sportklub aus der polnischen Stadt Elbląg (dt. Elbing) in der Woiwodschaft Ermland-Masuren. Der Verein spielt seit der Saison 2016/17 in der 2. Liga, der dritthöchsten Spielklasse Polens.

## Geschichte
Olimpia Elbląg wurde 1945 unter dem Namen Syrena Elbląg gegründet. Der Verein erfuhr im Laufe seiner Geschichte mehrere Umbenennungen, zuletzt 2013; seitdem heißt er offiziell Związkowy KS Olimpia Elbląg.
Von der Saison 2009/10 bis 2010/11 gehörte der Verein der drittklassigen 2. Liga an, danach – Aufstieg bedingt – erstmals der zweitklassigen 1. Liga, aus der er am Saisonende als Letzter umgehend wieder absteigen musste. Nach erneutem Abstieg gehörte er eine Spielzeit lang der viertklassigen 3. Liga an und ist seit der Saison 2015/16 – nach der erfolgreichen Relegation als Sieger der Gruppe 5 (Podlachien/Ermland-Masuren) gegen Motor Lublin, den Sieger der Gruppe 8 (Lublin/Karpatenvorland) – wieder drittklassig.

### Historische Namen

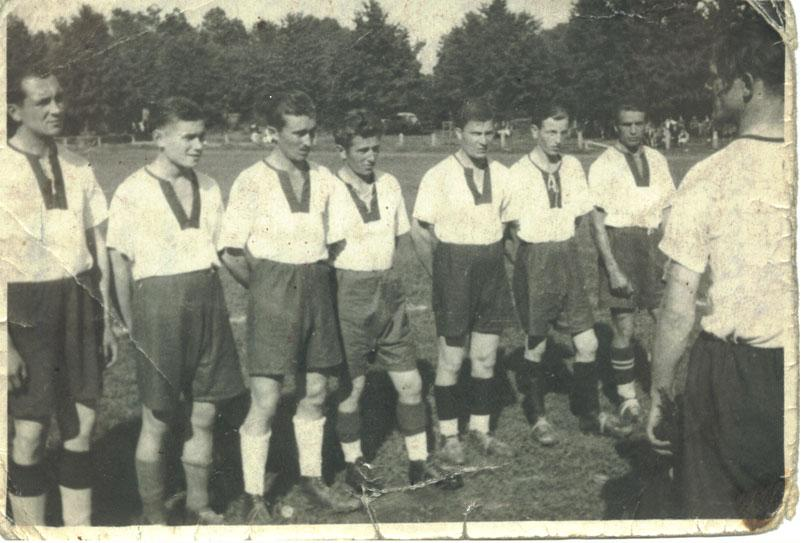
Spieler Elblągs auf dem Sportplatz an der Agrykolastraße 8 in Elbląg
im Juni 1945

Syrena (1945), Stocznia (1946), Olympia (1946), KS Tabory (1946), Ogniwo (1949), Stal (1949),
Budowlani (1951), Kolejarz (1951), Spójnia (1954), Turbina (1955), Olimpia (1955), Sparta (1955), TKS Polonia (1956)
Olimpia Elbląg (1960–1992)
KS Polonia Elbląg (1992–2002)
KS Polonia Olimpia Elbląg (2002–2004)
Piłkarski KS Olimpia Elbląg (2004–2013)
Związkowy KS Olimpia Elbląg (seit dem 28. Juni 2013)

### Vereinsembleme

Olimpia Elbląg Vereinsembleme 1946–2010
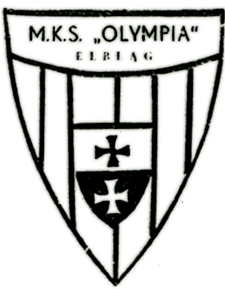
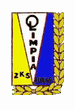

Das Vereinsemblem wurde mehrmals geändert; das heutige ist von allen am längsten in Gebrauch.

### Erfolge
- Polnischer Vereinspokal

1-mal Achtelfinale (1976/77)
8-mal Sechzehntelfinale
- Polnischer Bezirkspokal / Stadtpokal

4-mal Ermland-Masuren 2001/02, 2002/03, 2006/07, 2008/09
5-mal OZPN Elbląg 1984/85, 1989/90, 1990/91, 1992/93, 1995/96
- Jugend-Vizemeister

Finale gegen Górnik Zabrze 1989

## Ehemalige Spieler
Die bekanntesten Spieler von Olimpia Elbląg sind Jānis Intenbergs, Krzysztof Kowalik und Piotr Podolczak.

## Trainer
| Aleksander Grudziński (1959 bis 1961) Mieczysław Lorenc (1962) Witold Kamieński (1962 bis 1963) Edward Kołpa (1963 bis 1965) Witold Kamieński (1966) Stefan Wesołowski (1967 bis 1970) Bogumił Gozdur (1970 bis 1972) Jerzy Wrzos (1973) Franciszek Rogowski (1974) Andrzej Cehelik (23. Juli 1974 bis 1975) Zdzisław Rogowski (1975) Wojciech Łazarek (Januar 1976 bis 1977) Eugeniusz Różański (1977 bis 1978) |  | Jan Kowalski (1978 bis 1979) Eugeniusz Samolczyk (1979 bis 1980) Jerzy Słaboszewski (1980) Józef Bujko (1980 bis 1981) Stanisław Stachura (1981 bis 1983) Marian Geszke (1984) Józef Bujko (1984 bis 1987) Lech Strembski (1987) Eugeniusz Różański (1988) Józef Bujko (1989 bis 1990) Stanisław Fijarczyk (1990 bis 1994) Lech Strembski (1994 bis 1996) Sebastian Klimek (1996) |  | Bogusław Kołodziejski (1997 bis 2000) Stanisław Fijarczyk (2000 bis 2002) Adam Fedoruk (2002 bis 2003) Andrzej Bianga (2003 bis 31. Dezember 2006) Zbigniew Kieżun (1. Januar 2007 bis 16. August 2007) Tomasz Wichniarek (16. August 2007 bis 9. Juli 2009) Tomasz Arteniuk (9. Juli 2009 bis Juni 2011) Grzegorz Wesołowski (22. Juni 2011 bis 15. Oktober 2011) Anatoliy Piskovets (17. Oktober 2011 bis 9. Januar 2012) Szymon Szałachowski (9. Januar 2012 bis 16. Januar 2012) Aleh Raduschkao (16. Januar 2012 bis 7. November 2013) Dariusz Kaczmarczyk (7. November 2013 bis 2. Dezember 2013) Adam Boros (seit dem 2. Dezember 2013 bis 7. November 2013) |